# Isao Iwabuchi
Isao Iwabuchi (n. 17 noiembrie 1933, Prefectura Tochigi, Japonia – d. 16 aprilie 2003, Tokyo⁠(d), Tokyo, Japonia) a fost un fotbalist japonez.

## Statistici
| Japonia | Japonia | Japonia |
| An      | Meciuri | Goluri  |
| ------- | ------- | ------- |
| 1955    | 3       | 1       |
| 1956    | 3       | 1       |
| 1957    | 0       | 0       |
| 1958    | 2       | 0       |
| Total   | 8       | 2       |